# Keep the Faith (chanson de Bon Jovi)
Singles de Bon Jovi
Living in Sin
(1989) Bed of Roses
(1993)
Clip vidéo
[vidéo] « Keep the Faith », sur YouTube
Keep the Faith est une chanson du groupe de rock américain Bon Jovi extraite de leur cinquième album studio, Keep the Faith, paru le 29 octobre 1992.
Le 13 octobre 1992, seize jours avant la sortie de l'album, la chanson a été publiée en single. C'était le premier single tiré de cet album.
La chanson a atteint la 29e place aux États-Unis (dans le Hot 100 du magazine américain Billboard).
Au Royaume-Uni, le single avec cette chanson a atteint la 5e place au classement national.